# Танкредо-1
Танкредо-1 (порт. Tancredo-1) — бразильский спутник, разработанный школьниками Муниципальной школы имени президента Танкредо де Альмейды Невеса в городе Убатуба. Запущен с космодрома Танегасима 9 декабря 2016 года.
Идея создания спутника была предложена учителем математики Освальдо де Моура.

## Полезная нагрузка
Полезная нагрузка включает в себя диктофон для проведения радиэкспериментов и зонд Ленгмюра для исследования процессов образования плазмы в ионосфере.

## Запуск
Спутник был доставлен на борт Международной космической станции кораблём Kounotori 6. Для запуска с борта МКС он был помещён внутрь контейнера TuPOD, который имеет размеры соответствующие 3U CubeSat. Запуск был произведён с помощью механизма JSSOD размещённого на модуле Кибо. Отделение от контейнера произошло 20 января 2017, после чего спутник начал самостоятельный полёт.